# 裸體運動
裸體運動是指在運動時裸體。
在古希臘時代，從事運動時是必須裸體的。而在現代大多數的地方，運動員在從事運動時通常會穿衣服，一方面是文化使然、一方面是為了保護身體不受到運動傷害，但在熱帶地區、也有一些裸體運動的文化。

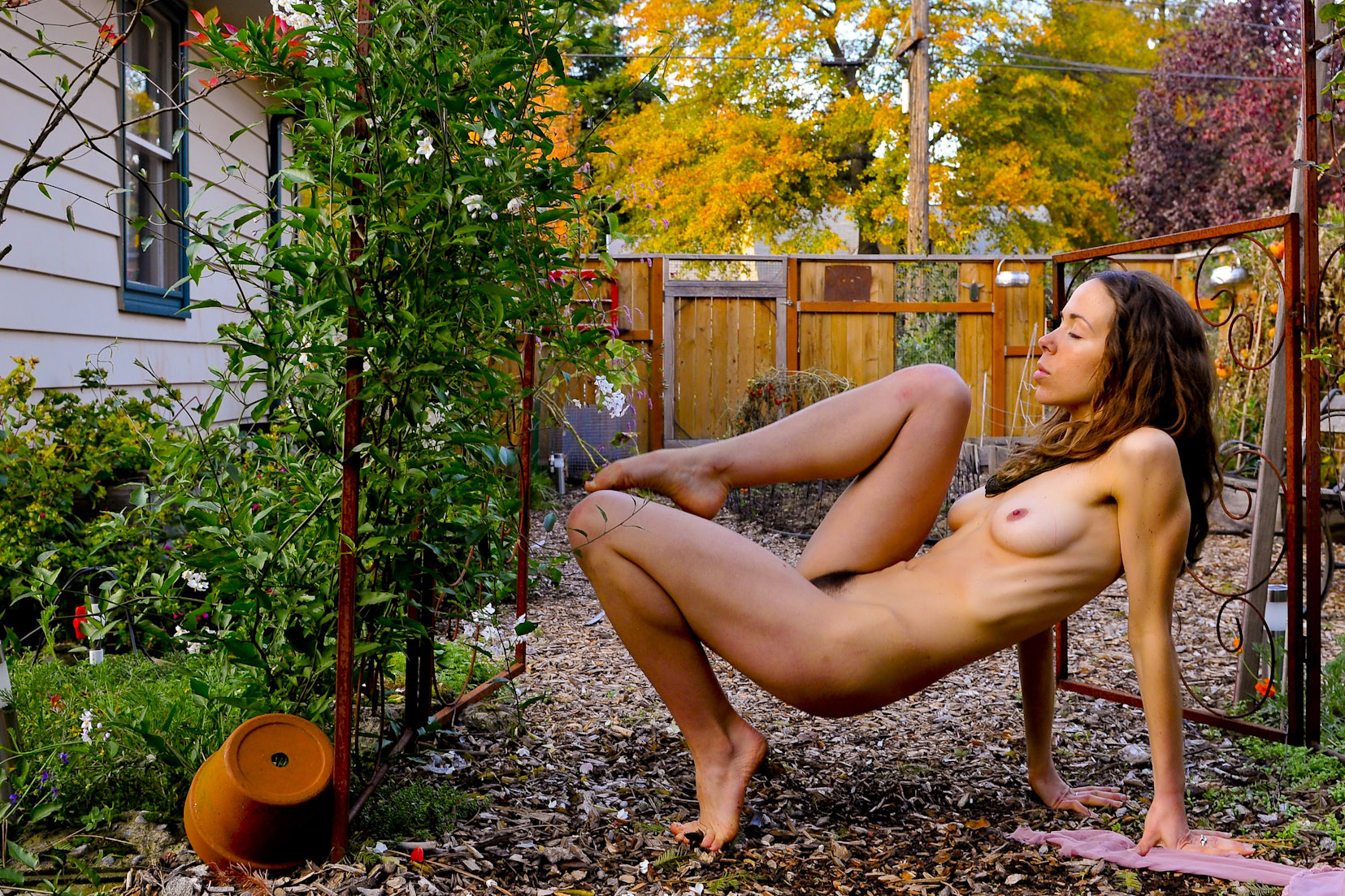
裸体瑜伽

## 歷史

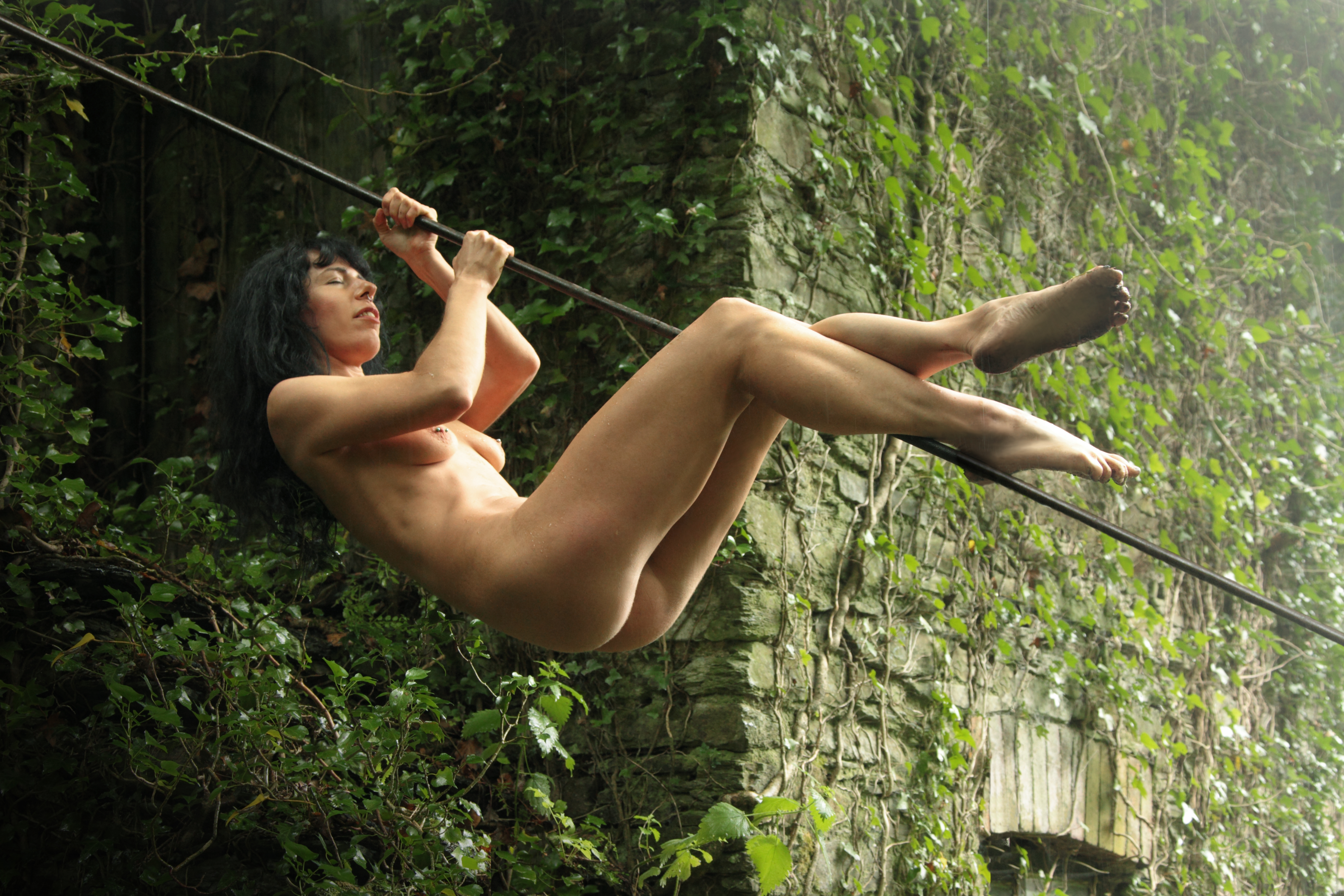
裸體健身（gymnastics）

在古希臘時代，裸體是運動和競賽中的規範。在古斯巴達一年一度的慶祝活動「Gymnopaedia」中，裸體的青年們透過舞蹈來展現武術、彼此競技。而在米諾斯文明中，鍛鍊身體是當時的日常生活中重要的一部份。
希臘對於運動的觀念受到了神和英雄的重大啟發，他們認為裸體是神和英雄的一部份，而且是展現身體能量和力量的方式，因此運動員試圖透過裸體去效法祂們。
關於裸體運動最早的記錄是在斯巴達城邦晚期，當時的斯巴達文化受到古希臘少年愛很大的影響，透過將橄欖油塗抹於全身、表現身體的力與美。不過與古希臘不同的是斯巴達人在公共場合也隨意地裸體，也是唯一個讓婦女與女孩參與裸體競技的城邦；其它的城邦則只有男性可以裸體，女性不僅禁止裸體、更不能參觀男性的裸體運動。裸體競技的文化傳播到了整個希臘、安那托利亞乃至於最遠的殖民地，來自那些地方的運動員聚集在奧林匹克運動會和其它泛希臘運動會上參與競技，除了一部份的戰車競賽外，大多數的項目都是裸體參加。
這些文化被認為是源自於宗教，卓越的運動被視為一項奉獻給神的美的產物，而且幾乎所有的競技都在宗教節日進行。在許多比賽中，勝利者更可以享有以自己的裸體、做為神殿中神像的模特兒的特權。此外、裸體也可以用於防止犯規或作弊。一旦作弊，將由裁判（通常是聖職者）當眾斥喝制止。
古希臘裸體運動的證據來自於雕塑、花瓶畫等藝術創作，而傑出的運動員則會被刻為雕像，如克羅托那的米羅。不過、有部份的學者不相信古希臘存在著裸體運動，並堅信希臘藝術中關於裸體運動的描繪只是一種慣例的藝術手法，這種觀念可能歸咎於維多利亞時代的道德觀念不合時宜地適用在古代，其它古代的文化沒有裸體運動的文化，也譴責希臘的做法。但反過來被希臘人譴責為暴政和政治鎮壓的象徵。
拉丁語（體育館）──來自於希臘語，源自於希臘語，意思是「裸體」──最初指一個給青年男子鍛鍊身體、進行智力辯論、道德教育的場所，這個詞是裸體運動的另一項證據。直到現在、這個詞仍用於文理中學，以及做為體育館的縮寫。
羅馬帝國的文化雖然承襲了大部份的希臘文化，但對裸體、他們有著不同的見解，除了在僅限男性的公共浴場一類的場所外，在任何公眾場所裸體都被視為是噁心的。
角鬥士是指古羅馬競技場上的鬥士，透過在競技場上與彼此或野獸進行殊死搏鬥、為大眾提供娛樂，他們通常都是戰俘或死刑犯，但也有自由人以此作為取得財富和名聲的捷徑。當角鬥士在場上戰鬥時，有的會持劍與盾等武裝、有的則是部份裸體或完全赤裸的。當公元四世紀、基督教成為羅馬國教後，角鬥士便遭到廢止了。
在古代日本，曾有女性裸體相撲的記載 例如日本書紀提到雄略天皇「乃喚集采女。使脱衣裙而著犢鼻露所相撲」。但在今日的相撲和女子相撲中，選手都必須穿著腰帶 (相撲)，且不允許穿著其他任何服裝或配件，以免受傷。

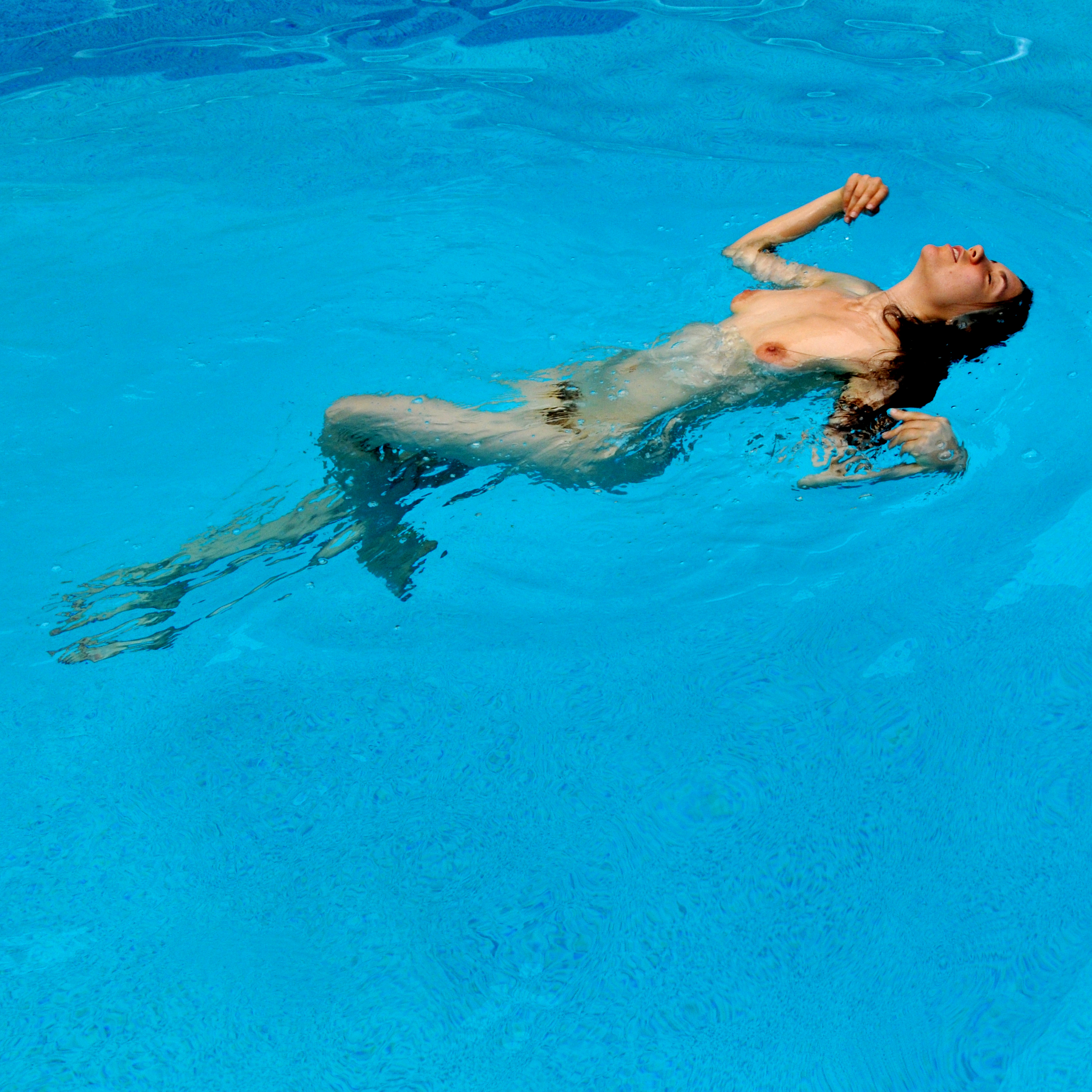
裸泳

在西方文化中，現代意義的裸體運動直到19世紀才風行，在德國和北歐尤其普遍，並且與天然主義有著密切的關係。

## 休閒裸體運動

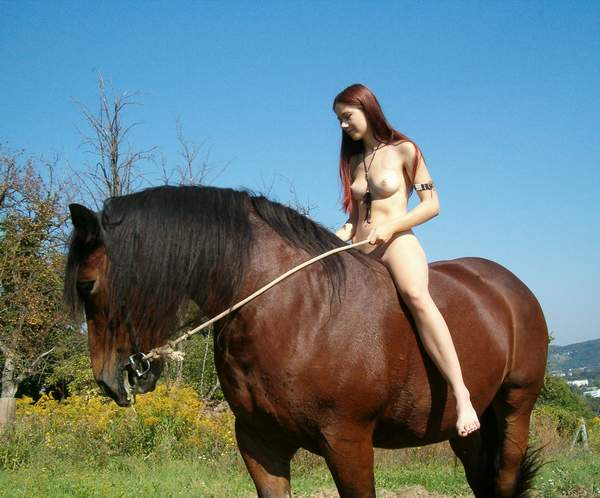
裸體騎馬

由於裸體運動在許多地方受到社會和法律的拘束，因此裸體俱樂部可以提供租借場地，讓大眾在私人的場所享受裸體運動的樂趣、同時也避免造成違反法律的可能。裸體聚樂部提供的部份項目包括裸泳、排球、健行、騎馬等，通常這些運動以娛樂優先，並不計較勝負。
當天然主義在19世紀末出現後不久，排球就成了裸體運動者中一項廣受歡迎的運動，並且可以在1920年代發現排球賽的紀錄，考量到天然主義的戶外性，作為戶外運動的排球和沙灘排球很自然而然地就盛行了，1960年代、幾乎所有的天然主義者或聚樂部都有自己的排球場。
由於排球是一項不需要太大空間的團體運動、不需要許多設備、迎合不同水準的參與者、更沒有激烈的身體碰撞，因此十分理想、極為適合被裸體運動採用。

## 組織競賽

### 體育競賽
知名的裸體運動活動有國際天體聯合會每年11月初在歐洲各大城市舉辦的國際裸泳日。自1971年以來，每年秋天在美國賓夕法尼亞州西部舉辦的大型裸體排球賽，有超過70支隊伍參加。

### 賽跑與自行車

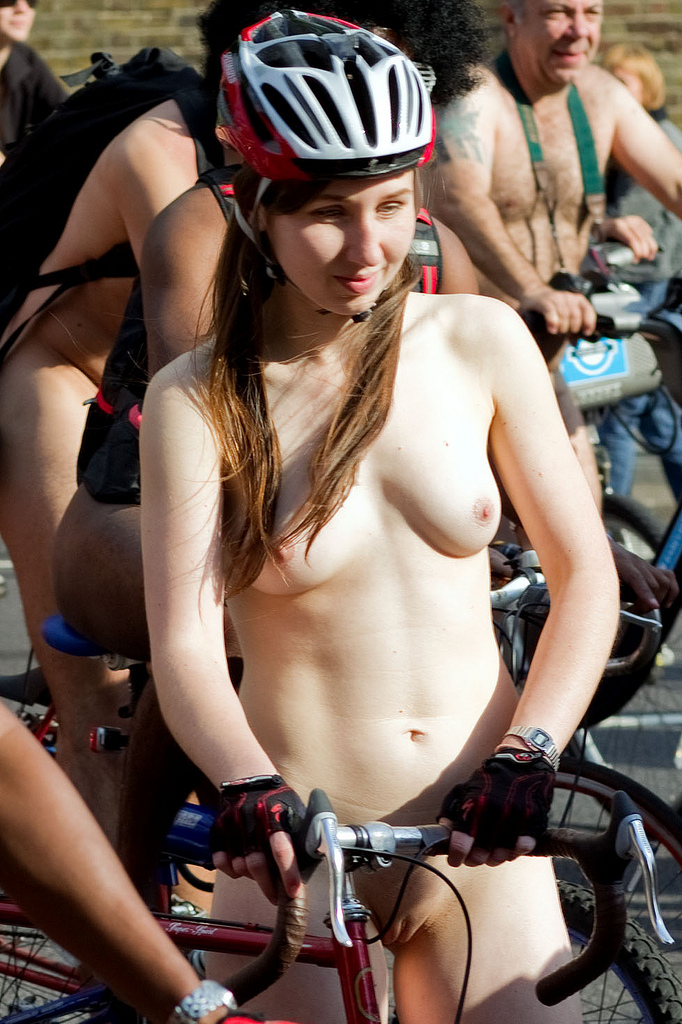
2011年倫敦世界裸體騎行

自1998年以來，丹麥羅斯基勒音樂節舉辦期間會舉行裸體賽跑活動。而另一項裸體賽跑活動「Carrera Nudista de Sopelana」自1999年起每年夏天在西班牙索佩拉納舉行。
世界裸體騎行是一個國際性的、可自由選擇是否穿著服裝的騎游活動，參加者大多數騎自行車，也有使用滑板和溜冰鞋者。組織號召人們「拒絕對石油的依賴，並且讚頌我們身體的力量與個人性」

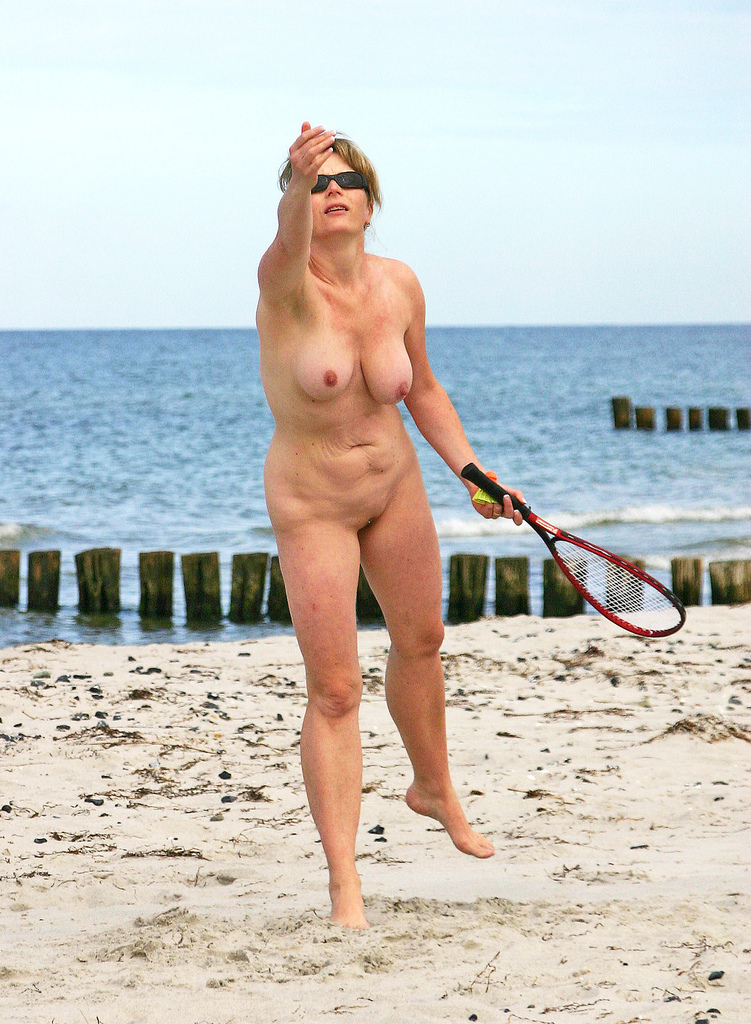
在海灘上裸體打快速羽毛球

## 在熱帶地區
在非洲、南美洲的許多原住民是以裸體參與體育競賽或訓練的，例如、在南蘇丹的努巴人和亞馬遜盆地的欣古部落有裸體摔角，而丁卡人、蘇瑪人、衣索比亞的穆尔斯人會裸體並持棍棒格鬥。印度僧侶Digambara在瑜珈時拋棄一切身外之物的，亦即裸體的，他們稱之為「以天為衣」（sky-clad）。

## 註解
1. 1 2 3 4 5 6  . Active Naturists.   [1 August 2012]. （原始内容存档于2012-07-02）.
2. ↑   (PDF).   [2016-12-08]. （原始内容 (PDF)存档于2016-08-26）.
3. ↑  Chie Ikkai, , International Journal of Sport and Health Science, 2003, 1 (1): 178–181, doi:10.5432/ijshs.1.178
4. ↑  VACHON, DANA. . nytimes.com. 28 April 2005  [2016-04-05]. （原始内容存档于2016-06-05）.
5. ↑  Merrill, Mrs. Frances; Merrill, Mason. . A. A. Knopf. 1931: 188  [2016-12-08]. （原始内容存档于2016-11-10）.
6. ↑  Merrill, Frances. . New York: Alfred A. Knopf. 1932: Illustration Plate following p.57.
7. ↑  Weinberg, Martin. . Human Organization. 1967, 26 (3): 91–99. ISSN 0018-7259. doi:10.17730/humo.26.3.t61k16213r005707.
8. ↑  . Bare Oaks Family Naturist Park.   [18 June 2013]. （原始内容存档于2010-02-26）.
9. ↑  Matz, Eddie. . ESPN The Magazine. 9 October 2009  [27 April 2013]. （原始内容存档于2012-10-17）.
10. ↑  .   [1 May 2013]. （原始内容存档于2013-06-20）.
11. ↑  .   [2016-12-08]. （原始内容存档于2012-08-20）.
12. ↑  Official World Naked Bike Ride global web site （页面存档备份，存于） circa June 2004
13. ↑  chan. . Soul Capoeira. 2 October 2008  [15 September 2014]. （原始内容存档于2018-07-08）.

## 外部連結
- World Naked Bike Ride (WNBR)（页面存档备份，存于）
- International Naturist Sports Week - official website of Naturist beach & camping, Sziksósfürdö（页面存档备份，存于）
- International Naturist Sports Week - documentation 1989 to 2004 (results of contests, description and galleries), official website
- 35th Alps Adria Meeting 2007
- Nudist Volleyball（页面存档备份，存于）